# Łęgi w lasach nad Liswartą
Łęgi w lasach nad Liswartą (kod PLH240027) – specjalny obszar ochrony siedlisk sieci Natura 2000, zlokalizowany na terenie województwa śląskiego. Obszar obejmuje powierzchnię 234,68 ha. Teren składający się z trzech powiązanych ze sobą enklaw wyznaczony został w celu długotrwałego zabezpieczenia naturalnych siedlisk życia.

## Siedliska pod ochroną
- łęgi wierzbowe, topolowe, olszowe i jesionowe (Salicetum albo-fragilis, Populetum albae,Alnenion glutinoso-incanae) i olsy źródliskowe